# Kustbevakningens grader i Polen

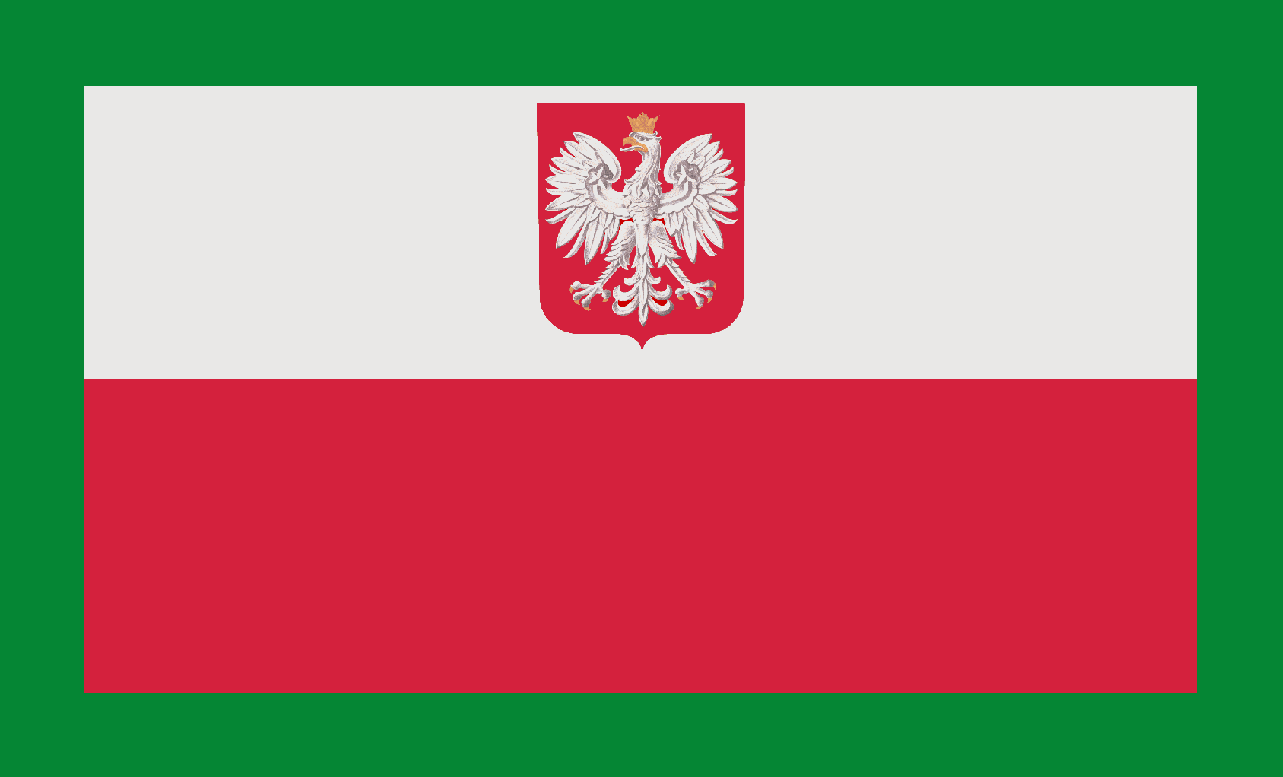

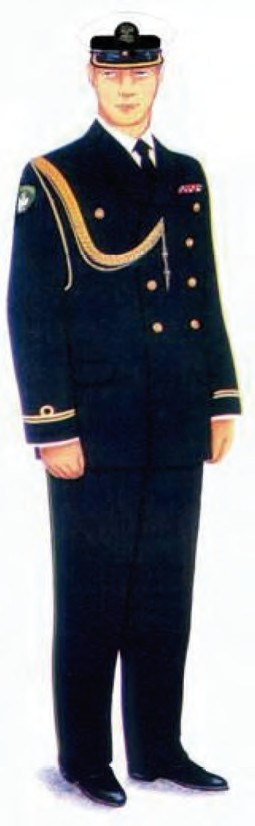

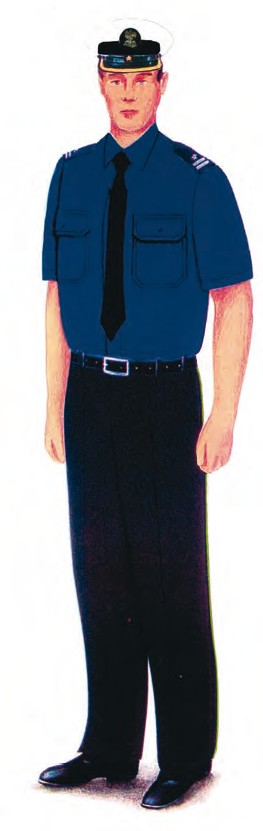

Kustbevakningens grader i Polen visar den hierarkiska ordningen i den polska gränsbevakningens kustbevakningsenheter i jämförelse med den polska statspolisen, det polska tullverket och den polska flottan. Straż Graniczna är en militär myndighet underställd inrikesministeriet. Kustbevakningsuppgifterna utförs av Morskiego Oddziału Straży Granicznej (den maritima gränsbevakningsregionen), med stab i Gdańsk.
| Gradbeteckning | Militär grad i Straż Graniczna (Morskiego Oddziału Straży Granicznej) | Motsvarande grad i polska polisen | Motsvarande grad i polska tullen | Motsvarande grad i polska flottan  | Motsvarande grad i svenska flottan |
|                | wiceadmirał SG                                                        | generalny inspektor Policji       | generał Słuzby Celnej            | wiceadmirał                        | Konteramiral                       |
|                | kontradmirał SG                                                       | nadinspektor Policji              | nadinspektor celny               | kontradmirał                       | Flottiljamiral                     |
|                | komandor SG                                                           | inspektor Policji                 | inspektor celny                  | komandor                           | Kommendör                          |
|                | komandor porucznik SG                                                 | młodszy inspektor Policji         | młodszy inspektor celny          | komandor porucznik                 | Kommendörkapten                    |
|                | komandor podporucznik SG                                              | podinspektor Policji              | podinspektor celny               | komandor podporucznik              | Örlogskapten                       |
|                | kapitan SG                                                            | nadkomisarz Policji               | nadkomisarz celny                | kapitan                            | Kapten                             |
|                | porucznik SG                                                          | komisarz Policji                  | komisarz celny                   | porucznik                          | Löjtnant                           |
|                | podporucznik SG                                                       | podkomisarz Policji               | podkomisarz celny                | podporucznik                       | Fänrik                             |
|                | starszy chorązy sztabowy SG                                           | -                                 | -                                | starszy chorąży sztabowy marynarki | Flottiljförvaltare                 |
|                | chorązy sztabowy SG                                                   | aspirant sztabowy Policji         | -                                | -                                  | Förvaltare                         |
|                | starszy chorązy SG                                                    | starszy aspirant Policji          | starszy aspirant celny           | starszy chorąży marynarki          | Förvaltare                         |
|                | chorązy SG                                                            | aspirant Policji                  | aspirant celny                   | chorąży marynarki                  | Förvaltare                         |
|                | młodszy chorązy SG                                                    | młodszy aspirant Policji          | młodszy aspirant celny           | młodszy chorąży marynarki          | Förvaltare                         |
|                | bosman sztabowy SG                                                    | sierzant sztabowy Policji         | starszy rachmistrz celny         | -                                  | Flaggstyrman                       |
|                | starszy bosman SG                                                     | starszy sierzant Policji          | rachmistrz celny                 | starszy bosman                     | Flaggstyrman                       |
|                | bosman SG                                                             | sierzant Policji                  | młodszy rachmistrz celny         | bosman                             | Förste styrman                     |
|                | bosmanmat SG                                                          | -                                 | starszy rewident celny           | bosmanmat                          | Sergeant                           |
| -              | -                                                                     | -                                 | rewident celny                   | starszy mat                        | Korpral                            |
|                | mat SG                                                                | -                                 | młodszy rewident celny           | mat                                | Vicekorpral                        |
|                | starszy marynarz SG                                                   | starszy posterunkowy              | starszy aplikant celny           | starszy marynarz                   | Menig 1kl                          |
|                | marynarz SG                                                           | posterunkowy                      | aplikant celny                   | marynarz                           | Menig                              |